# Aljufair
Aljufair (em árabe: الجفير; romaniz.: Al-Jufayr) é uma cidade da província de Daira e do vilaiete de Danque, no Omã. No censo de 2010, tinha 76 habitantes, 61 omanis e 15 forâneos. Compreende área de 0,9 quilômetro quadrado.